# Rudra humilis
Rudra humilis là một loài nhện trong họ Salticidae.
Loài này thuộc chi Rudra. Rudra humilis được Cândido Firmino de Mello-Leitão miêu tả năm 1945.